# مظاهرة 20 يونيو 1792
كانت مظاهرت 20 يونيو 1792 (بالفرنسية: Journée du 20 juin 1792)‏ آخر محاولة سلمية قام بها الباريسيون لإقناع ملك فرنسا، لويس السادس عشر، للتخلي عن سياسته آنذاك وليحاول أن يتبع ما اعتقدوا أنه نهج أكثر تعاطفًا في الحكم. وقد اندلعت هذه المظاهرة أثناء الثورة الفرنسية. وكانت مهامها أن تقنع الحكومة بفرض أحكام المجلس التشريعي، والدفاع عن فرنسا ضد الغزو الأجنبي، والحفاظ على روح الدستور الفرنسي لعام 1791. أملت التظاهرات في أن يتخلى الملك عن حق الفيتو ويستدعي الوزراء الجيرونديون.
كانت هذه المظاهرة آخر مرحلة في المحاولة الفاشلة التي اتُخذت لتأسيس ملكية دستورية في فرنسا. وبعد تمرد 10 أغسطس 1792، سقطت الملكية.

## خلفية
في فترة وزارة الجيرونديين، وتحديدًا في 20 أبريل 1792، أعلنت الحرب ضد النمسا. بثت الحرب التي نجمت عن ذلك، والتي اندلعت بشكل شبه مستمر حتى عام 1815 وهزت أسس أوروبا ذاتها، الحياة في الحراك الثوري في فرنسا. وكانت الملكية أول ضحاياها. ومن بين العواقب الكبرى أيضا الكارثة الاقتصادية. وبينما كانت تضرب المدن الفرنسية، دفعت الجماهير للحراك. كان سبب هذه الكارثة التضخم وليس الندرة كما كان حال الكارثة السابقة، إذ تضخمت العملة المتداولة 600 مرة منذ أكتوبر 1792. وباستمرار اندثار العملات الورقية، فقد انهار سعر الصرف بشكل أسرع. وبحلول مارس 1793، أصبحت 100 جنيه إسترليني بريطاني قادرة على شراء بضائع تقدر بـ 50 جنيه إسترليني في باريس. وقد أدى تدفق الأوراق النقدية، التي أسيء استخدامها من قبل المضاربين، إلى مزيد من تفاقم الاضطرابات.

### النكسات الحربية
أعلنت فرنسا الحرب على ملك بوهيميا والمجر في 20 أبريل 1792. كانت القوات الفرنسية وقياداتها غير كافية منذ البداية، مما ترك الجيش الفرنسي في حالة فوضى كاملة. لم تكن كتائب الخطوط الأمامية قوية بما يكفي لأن معظم الرجال فضلوا الانضمام إلى كتائب التطوع، التي كانت تمنح رواتب أعلى وتنتخب ضباطها، وكان بالإمكان حلها بعد انتهاء الحملة.
ورغم هذه العوامل الجاذبة، فحتى كتائب المتطوعين كانت أبطأ في التشكيل. إذ كانت قلة من المتطوعين فحسب متحمسة للقتال. وفي كثير من الأحيان، عرض رجال الحرس الوطني، الذين لم يرغبوا في ترك منازلهم، مكافآت لإقناع آخرين بحل محلهم لكي تُحشد التوزيعة اللازمة. وبالتالي، استغرق الأمر وقتًا لكي ينضم عدد كاف من الرجال. وكانت المعدات قد توافرت من السلطات، لكنها وصلت متأخرة، ولم يكن هناك ما يكفي من الأسلحة.
ظن الجنرال الفرنسي شارل فرانسوا دوموريز أن بإمكان الجيش التدرب في المعركة. وقد جادل بأن العدو لا يملك إلى 30 ألف رجل ليرمي بهم في حملته، وأن القوات الأجنبية سترتب في طوق ابتداءً من البحر، وصولًا إلى لورين. وقد اقترح أنه من أجل اختراق هذا الحاجز، فإن طابورًا واحدًا من كل من فورنيس وليل وفالنسيان وجيفيت، بعدد يفوق 50 ألف رجل، سينطلق في 29 أبريل نحو خط العدو.
ومع ذلك، فقد كان الجنرالات الآخرون مدربون على الحرب النظامية، ورفضوا الخطة. وإضافة إلى ذلك، لم يثق الضباط في قواتهم غير المنضبطة، بينما تشككت القوات بدورها في جنرالاتهم. ومن بين 9000 ضابط، هاجر النصف على الأقل، وتبعهم قلة آخرون عشية الهجوم. وفي مايو، أخذ عدة آخرون ثلاثة أفواج إلى معسكر العدو.
كانت المواجهة العسكرية الأولى، التي هدفت إلى الاستيلاء على بورينتروي في سويسرا في 28 أبريل، نجاحًا فرنسيًا صغيرًا. ومع ذلك، ففي معركة ماركيان في هولندا النمساوية يوم 29 أبريل، أمر ثيوبالد ديلون وأرماند لويس دو جونتو بالانسحاب فور أن رأوا طليعة القوات النمساوية. صرخ رجالهم قائلين «خيانة»، وانحل جمعهم. وقد قتل ديلون في ليل.
ألقى الجنرالات اللوم في هذه النكسات على الافتقار إلى الانضباط وعلى وزارة تسامحت مع مثل هذه الظروف. وردًا على ذلك، أمر جيروند بإعدام قتلة ديلون، ومعهم جان بول مارات، الذي كان يحث الجنود على التخلص من جنرالاتهم. زاد مرسوم جديد من شدة القضاء العسكري وأذن للجنرالات بإصدار قوانين تفرض عقوبات على المخالفات. شكل هذا المرسوم بما لا يمكن إنكاره استسلامًا من قبل القوى التشريعية، إلا إنه كان عديم الجدوى. وفي 18 مايو، اجتمع قادة الجيوش في فالنسيان، وتجاهلوا الأوامر المتكررة من الوزارة وصرحوا بأن الهجوم مستحيل، ناصحين الملك بأن يعقد السلام فورًا.
ونتيجة لذلك، علق الجنرالات الهجوم. وفي مايو، انشق سلاح كامل، وهو السلاح الملكي الألماني، إلى العدو. واستقال جان بابتيست دوناتيان دو فيميور، وكومت دو روشامبو، قائد جيش الشمال. ووصل الحال بعضو المجلس ماركيز دي لافييت إلى الخيانة المتعمدة. فقد طلب من النمساويين سرًا أن يوقفوا القتال ليتمكن من قلب جيشه ضد باريس لكي يفرق اليعاقبة ويقيم نظامًا قويًا.

### مراسيم صدرت من المجلس
لم ير الجيرونديون مفرًا من التراجع عن سياسة التخويف التي أوصلتهم إلى السلطة. وبوجود هذا الهدف في بالهم، مرر المجلس ثلاثة مراسيم.
صدر المرسوم الأول ضد الكهنة الذين رفضوا أداء اليمين الدستورية. فقد استلزم الاضطراب الديني اتخاذ بعض الإجراءات الحاسمة ضدهم، إذ لم يكن بالمقدور الحفاظ على الدولة إذا ما استمرت في معاملة من يريدون حلها على أنهم أفراد من المجتمع. وقد ارتأى مقترح أن يجري تجميع الكهنة غير المعتمدين قانونيًا في عواصم المقاطعات، غير أن ذلك كان يعني إنشاء 83 مركزًا للخلاف والتعصب والعداء للثورة. خلصت أغلبية المجلس إلى وجوب تطهير البلاد. وبعد عدة أيام من المناقشة، وخوفا على الإطاحة بالدستور، مرر المجلس مرسوما في 27 مايو 1792 جاء فيه: «حين يطلب عشرون مواطنًا في مقاطعة ما أن يغادر كاهن غير معتمد قانونيًا المملكة، فينبغي أن تأمر إدارة المقاطعة برحيله إذا وافقت الإدارة على هذا الالتماس. وإن لم توافق الإدارة على طلب العشرين مواطنًا، فينبغي أن تقرر من خلال اللجان ما إذا كان وجود الكاهن مهددًا للأمن العام، وإذا اتفق رأي اللجنة مع مطلب العشرين مواطنًا، فينبغي أن يؤمر بالرحيل». خيَّر هذا المرسوم رجال الدين بين القسم الدستوري أو الرحيل.